# The Journal of Roman Studies
The Journal of Roman Studies (JRS) is een wetenschappelijk tijdschrift dat sinds 1911 wordt uitgegeven door de Society for the Promotion of Roman Studies. Het tijdschrift werd opgericht met als doel "de studie van de geschiedenis, archeologie, literatuur en kunst van Italië en het Romeinse Rijk, van de vroegste tijden tot rond 700 n.Chr."
De artikels worden geacht een nieuwe blik te werpen op of een zinvol bijdrage te leveren aan het onderzoek naar de Romeinse oudheid alsook discussies stimuleren. De huidige hoofdredacteur is Prof. Dr. Alison R. Sharrock van de University of Manchester.
Het tijdschrift wordt een keer per jaar in november of december uitgebracht. Daarnaast worden ook de reeks Journal of Roman Studies Monographs uitgebracht, waarin dieper wordt ingegaan op bepaalde onderwerpen.